# Simon Olsen (Politiker, 1938)
Simon Sakarias Elias „Aqqalu“ Olsen (* 5. April 1938 in Sisimiut; † 8. Juni 2013) war ein grönländischer Politiker (Siumut).

## Leben
Simon Olsen war der Sohn des Böttchers Stephen Hendrik Kristen Olsen (1910–?) und seiner Frau Ane Sofia Flavia Apollonia Olsen (1913–?). Über seinen Vater war er ein Enkel des Landesrats Frederik Olsen (1882–1969). Er begann 1959 eine Ausbildung als Fabrikarbeiter in Dänemark. Ab 1967 arbeitete er in Fabriken in Maniitsoq und Sisimiut. 1977 wurde er zum ersten grönländischen Leiter einer KGH-Fabrik ernannt. Nach der Auflösung des KGH ging die Fabrik an Royal Greenland über.
Simon Olsen kandidierte als Erster Stellvertreter von Moses Olsen bei der Parlamentswahl 1987. Bei der Wahl 1991 trat er erstmals selbst an, wurde aber nicht gewählt. 1991 wurde er jedoch als Nachrücker Mitglied des Rats der Gemeinde Sisimiut. 1993 wurde er zum Bürgermeister gewählt. Bei der Parlamentswahl 1995 wurde er wieder nicht gewählt. 1999 gab er das Amt des Bürgermeisters an Hermann Berthelsen ab, nachdem er bei der Parlamentswahl 1999 ins Inatsisartut gewählt und dort zum Minister für Fischerei, Jagd und Erwerb im Kabinett Motzfeldt VII ernannt worden war. Im September 2001 musste er jedoch weichen, weil der neugewählte Parteivorsitzende Hans Enoksen einen Ministerplatz für sich beanspruchte. Bei der Wahl 2002 wurde er wiedergewählt und anschließend im Dezember 2002 zum Minister für Fischerei, Jagd und Landwirtschaft im Kabinett Enoksen I ernannt. Nach einem Monat zerfiel die Regierung, aber Simon Olsen durfte sein Ministerium auch im Kabinett Enoksen II behalten. Im September 2003 wurde auch diese Regierung aufgelöst und Simon Olsen wurde zum Minister für Fischerei und Jagd im Kabinett Enoksen III ernannt. Nach starker Kritik trat er im November 2004 zurück, weil es ihm nicht gelungen war, Kredite einzutreiben. Bei der Wahl 2005 erreichte er nur noch den zehnten Nachrückerplatz der Siumut, von wo aus er im Herbst 2007 für drei Wochen als Stellvertreter noch einmal Parlamentsabgeordneter werden konnte. Anschließend beendete er seine politische Karriere.
Von Januar 2006 bis August 2009 war er Aufsichtsratsvorsitzender bei KNI. Er war verheiratet mit Arnajaraq Poulsen und starb 2013 im Alter von 75 Jahren. 2020 erschien die von Juaaka Lyberth geschriebene Biografie Nipputtartulersuiinnarluta sulissanngilagut („Wir werden nicht arbeiten, indem wir nur Aufkleber verteilen“) über Simon Olsen.